# 赤星鉄馬

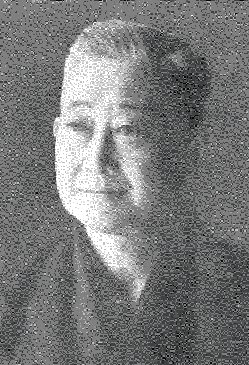
赤星鉄馬

赤星 鐡馬（あかぼし てつま、1882年（明治15年）1月11日 - 1951年（昭和26年）11月8日）は、日本の実業家である。泰昌銀行 頭取。

## 経歴
東京府神田区猿楽町（現東京都千代田区神田猿楽町）で、海軍への物資調達で巨万の富を築いた赤星弥之助の息子（六男七女の長男）として生まれ、莫大な遺産を相続した。赤星家の財産はこの弥之助が築いたものである。1895年（明治28年）番町小学校高等科を卒業し、1901年（明治34年）に東京中学を卒業後渡米し、ローレンスビル・スクールに入学。1904年（明治37年）父の病気のため一時帰国。父親の死去にともない家業を継ぐ。1906年（明治39年）に再渡米し、ペンシルベニア大学卒業後、1908年（明治41年）に帰国し、同年12月、一年志願兵として麻布の騎兵第1連隊に入隊し、1909年（明治42年）12月、予備役編入となり除隊し、1910年（明治43年）予備役騎兵少尉、1922年（大正11年）後備役騎兵中尉となる。1910年に大阪の開業医の娘と結婚。政府関係者に随行して、夫婦で世界一周の新婚旅行をした。
1917年（大正6年）、父・弥之助が保有していた美術コレクションを売却。後に国宝となった物件が多数含まれたことから「赤星家売立」と呼ばれた。総額5,100,000円以上にのぼる高額の落札額を記録し、当時の最大規模の売立となった。
1918年（大正7年）8月8日、文部省（現文部科学省）管轄としては日本で初めての学術財団となる財団法人啓明会を設立し、美術品売却益の五分の一に相当する、当時の金額で100万円を奨学資金として投資した。資金は出したが、赤星自身はこの財団の運営に一切関わらず、親族にも関わらせなかった。
赤星家の資産運用保管の目的で1913年（大正2年）に設立された泰昌銀行の頭取であったが、1920年に松方巌（松方正義の長男）率いる十五銀行に経営権を譲渡し、1923年（大正12年）の時点では千代田火災保険の監査役だけが肩書きで、新聞では「一向事業という様な事業をしてない」と評された。
1923年の関東大震災で麻布鳥居坂の邸宅が倒壊した。震災後は東京府北多摩郡武蔵野村（現在の武蔵野市で吉祥寺の一角、成蹊大学前のカトリック・ナミュール・ノートルダム修道女会から寄贈を受け、武蔵野市が所有）に転居した。当初はアメリカから取り寄せた木造住宅2軒分を1棟に改造した住居に住んでいた。鳥居坂の邸宅跡には国際文化会館が建てられている。
1925年（大正14年）、 本人の遺稿によれば、工場排水や砂礫採取、ダム建設等による魚類生育域の減少や乱獲に抗しうる魚類の育成を目的として、それに適う魚が日本にいないことから、味が良く釣って面白い魚ということで芦ノ湖へオオクチバス（通称：ブラックバス）を移入したとする。オオクチバスを移入･放流すると、他の魚の稚魚を食い荒らし、しばしば生態系を狂わせるため、害魚とされることが多く、既に本人の生前からこの移入については石川千代松、田中茂穂、東京釣友会等から批判が出ていた。ブラックバスについて移入理由など本人の主張を記した遺稿が、1996年に書籍『ブラックバッス』として刊行されている。
1934年（昭和9年）にアントニン・レイモンド設計の新居が完成する。この住居は今でも残っており、外観は修道院の門から見ることができる。邸宅の敷地は3万坪あり、その一部は成蹊大学となっている。

## 人物
趣味は馬の研究と釣りとバラの栽培で、新橋の花柳界では粋人として知られた。朝鮮京城附近に広い牧場（成歓牧場）を所有し、道楽として馬を飼養した。

## 家族
- 父、赤星弥之助（1853－1904）は武器などの軍需品を扱う政府御用達貿易商として富を築いた実業家。鹿児島県出身。磯長孫四郎の子で赤星家の養子となり、東京で金貸し業などの事業に関係し財をなした[24]。旧薩摩藩の海軍御用掛、神戸港の建設などで巨富を得た。平塚市立美術館に黒田清輝筆による肖像画が所蔵されている。
- 母シズは樺山資紀の姪[25]。樺山は弥之助のいとこでもあった。弥之助は樺山の視察団に加わって欧米を回り、アームストロング社から大砲販売の独占販売代理店、すなわちエージェントになる権利を取得した。その後、クルップ社の仕事にも関わった。いわば「死の商人」の日本代理店であった[26]。
- 弟に赤星喜介、赤星四郎、赤星五郎、赤星六郎がいる。四郎と六郎はゴルフ界で活躍し、プロ育成やコース設計に尽力して日本の近代ゴルフの礎を築いた。二人とも鉄馬同様、アメリカの大学に留学歴がある（四郎は鉄馬と同じペンシルベニア大学）。四郎は、後に満州電気化学に入社、吉林工場長となり、ソ連軍進駐に遭う。四郎の妻は木間瀬策三の長女。喜介の妻は錦鶏間祗候野村龍太郎の四女[27]。五郎は千代田火災保険、泰昌銀行の取締役で、妻は京都の弁護士で古美術収集家（現・京都国立博物館守屋コレクション）として知られる守屋孝蔵の長女[28]。妹フサは商工省商務局長、資源局長官などを務めた錦鶏間祗候川久保修吉の妻となった[27]。鉄馬同様、四郎の週末別荘、喜介の自邸もレイモンド事務所が手掛けた（どちらも担当は吉村順三）[29]。
- 妻の文は学者清野謙次の妹[27]。
- 伯父（父・弥之助の実兄）に磯長吉輔と長澤鼎[30]。磯長家は代々藩の天文方を勤め、吉輔・鼎・弥之助の父親の磯永孫四郎は儒学者。 吉輔の子に写真師・上野彦馬の弟子の磯長海洲。
- 親戚に樺山愛輔（父・弥之助の母方の親族）。鉄馬に次いで泰昌銀行の頭取となった松方巌の後を引き継いで同行取締会長を務めた。

## 著書
- 『ブラックバス 赤星鉄馬遺稿』宮崎県淡水漁業指導所、1959年1月。 NCID BN15037145。
- 福原毅 編『ブラックバッス』イーハトーヴ出版〈イーハトーヴ出版の釣り文芸シリーズ 1〉、1996年6月。ISBN 9784900779099。 NCID BN15036073。全国書誌番号:97000981。

## 評伝
- 与那原恵『赤星鉄馬 消えた富豪』中央公論新社、2019年11月。ISBN 9784120052446。
  - 『歴史に消えたパトロン　謎の大富豪、赤星鉄馬』中公文庫、2024年3月。宇野重規 解説